# Hormilleja
Hormilleja ist ein Ort und eine nordspanische Gemeinde (municipio) mit 135 Einwohnern (Stand: 2024) im Zentrum der Autonomen Gemeinschaft La Rioja. Die Gemeinde gehört zum Weinbaugebiet der Rioja Alta. 

## Lage und Klima
Hormilleja liegt etwa 28 Kilometer westlich von Logroño in ca. 585 m Höhe. Der Río Najerilla begrenzt die Gemeinde im Osten. Regen (ca. 733 mm/Jahr) fällt – mit Ausnahme der Sommermonate – übers Jahr verteilt.

## Bevölkerungsentwicklung
| Jahr      | 1970 | 1981 | 1991 | 2001 | 2011 | 2021 |
| Einwohner | 309  | 234  | 195  | 171  | 163  | 140  |

Als Folge der Reblauskrise, der Mechanisierung der Landwirtschaft, der Aufgabe bäuerlicher Kleinbetriebe und des daraus resultierenden geringeren Arbeitskräftebedarfs ist die Einwohnerzahl des Orts seit der Mitte des 20. Jahrhunderts stetig gesunken.

## Sehenswürdigkeiten
- Katharinenkirche (Iglesia de Santa Catalina)

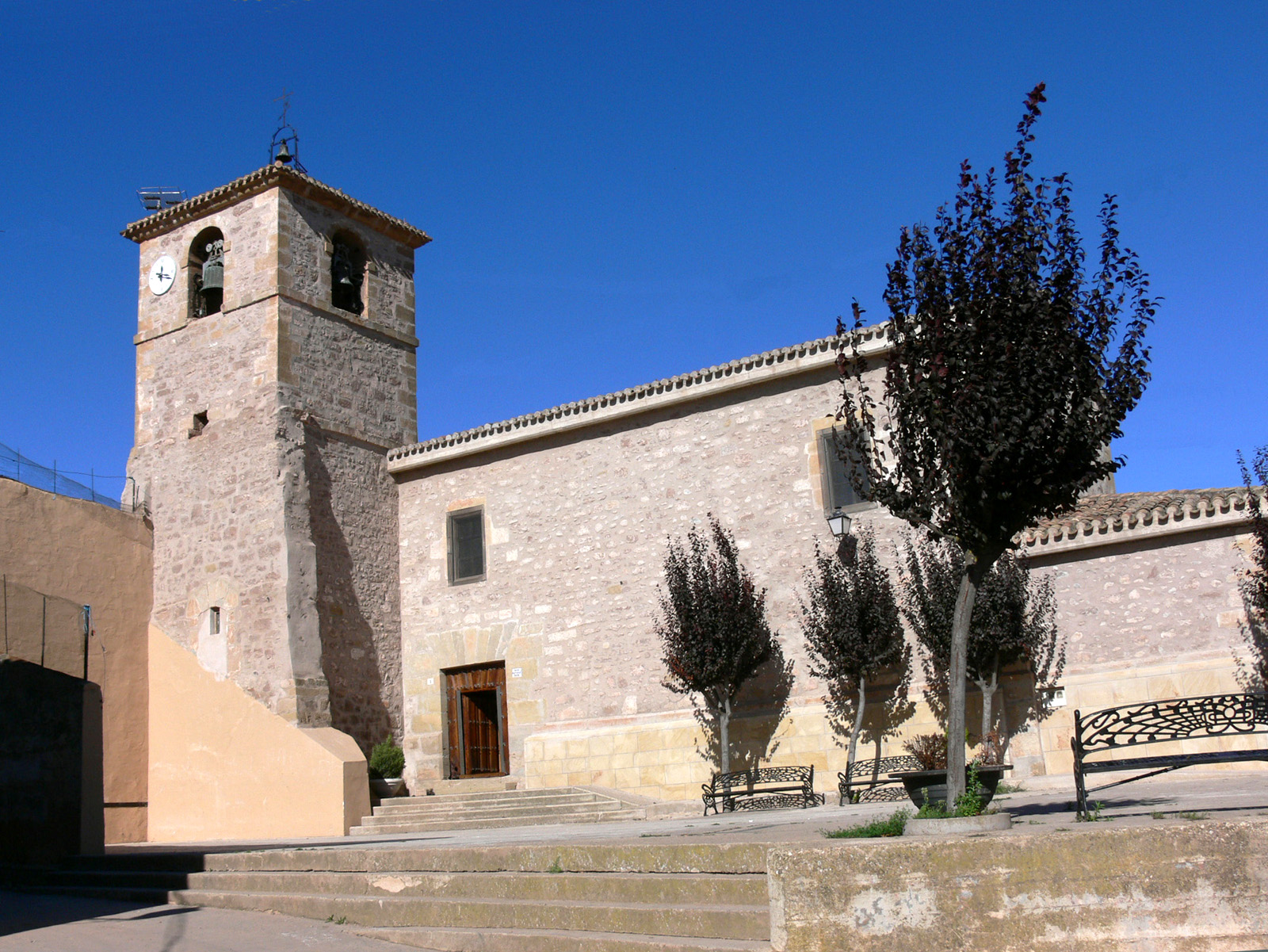
Katharinenkirche